# ポンサルマーギーン・オチルバト
ポンサルマーギーン・オチルバト（モンゴル語: Пунсалмаагийн Очирбат、英語: Punsalmaagiyn Ochirbat、1942年1月23日 - 2025年1月17日）は、モンゴル国の政治家。

## 経歴
1942年1月23日にモンゴル人民共和国のザブハン県に誕生する。1960年から1965年にレニングラードに留学した。
モンゴル人民共和国で市民による民主化運動が最高潮に達した1990年春にモンゴル人民革命党が一党独裁制を放棄すると、3月21日、バトムンフの後任として国民大会議幹部会議長（国家元首）に就任、さらに同年9月3日、初の自由選挙で改選された国民大会議で初代大統領に選出された。1992年に発効した新憲法で国号を「モンゴル国」と改め、社会主義を放棄して議会制民主主義に移行した。1993年初めての大統領直接選挙では一転して野党モンゴル民主連合から立候補し再選された。1997年再び立候補したが、人民革命党候補のバガバンディに敗れた。
1990年3月14日に辞任したバトムンフの後モンゴル人民革命党書記長、同議長に一時就任したゴンボジャヴィーン・オチルバトは別人。
日本との関係では、1990年（平成2年）11月12日に行われた明仁天皇の即位の礼に参列するために夫人を伴い訪日している。
2025年1月17日にウランバートルで死去。82歳没。